# サイレントe
サイレントe（英: Silent e）は、英語における単語の終わりの発音されないeのことである。
英語の正書法では、サイレントe（1文字、語末、音節を形成しない‘e’）が、単語あるいは形態素の終わりでとてもよくみられ、多くの単語で重要な役目を果たす。たいていは、かつては発音されていたが後期中英語あるいは初期近代英語において発音されなくなった母音をあらわす。
大母音推移を含めた一連の歴史的発音変化の結果として、語末の接尾辞の存在が先行する母音の発展に影響を与え、そして、さほど数は多くはないが、先行する子音字の発音に影響を及ぼした。話し言葉では屈折語尾が消えたが、綴りでは歴史的遺物として残り、このサイレントeは生き残っている音の目印として共時的に再解釈された。
たとえば、rid [rɪd] と ride [raɪd] を比べたとき、語末の発音しない⟨e⟩の存在が、先行する⟨i⟩の音を変えているように見える。子音の場合の例としては、loath /loʊθ/ と loathe /loʊð/ では、⟨e⟩ が有声音の⟨th⟩の目印として理解されうる。
このような再解釈の結果として、その⟨e⟩が、初期近代英語で、発音された屈折語尾の⟨e⟩がもともとなかった多くの単語に、類推によって付け加えられた。そしてさらに、たとえばbikeのような近代の新造語で使われる。そこでは⟨e⟩の存在に歴史的理由はないのだが、先行する母音の発音を示す必要のためである。
近代英語の正書法は、この点において完全に一貫性があるというわけではないが、その相関性は、特に早期教育において、経験則が綴りの説明のために使われても十分なほどにふつうにみられ、このような効果を有するサイレント⟨e⟩は、ときに magic ⟨e⟩ あるいは bossy ⟨e⟩ と呼ばれる。 構造化単語探究(英: Structured Word Inquiry)では、replaceable ⟨e⟩という用語を単独の語末の音節を形成しない⟨e⟩に対して使う。

## 解説
サイレントeは直前の母音をアルファベット読みにする効果を持つものもあり、それを特にマジックe（英: magic e）やボッシーe（英: bossy e）と言うが、今日の日本ではマジックeとサイレントeの区別はされず、サイレントeがマジックeの意味合いを持つ。以前は発音されていたが、中英語や初期近代英語の時代に発音されなくなったものとされる。

## 母音への効果
方言によって、英語には13から20以上の異なる母音があり、単母音(monophthongs) と二重母音(diphthongs)の両方がある。サイレント⟨e⟩は、ラテンアルファベットの５つの母音字と連携して、英語の正書法においてこれらの音のいくつかをあらわす手段のひとつである。
常にそうとは限らないのだが、他の母音字と連携したサイレント⟨e⟩ は、短い母音を対応する長い母音に変えうる。短い母音とは [æ ɛ ɪ ɒ ʌ] であり、対応する長い母音とは[eɪ iː aɪ oʊ juː]である。しかしながら、大母音推移(Great Vowel Shift)による複雑化のため、長い母音は、対応する短い母音を単純に長くしただけの音であるとは限らず、多くの場合、実際には二重母音である(例：rīde̸)。
長い母音をつくるには、通常、サイレントeと先行する母音字の間に子音字がひとつだけある。場合によっては、２つ子音字があっても同様の効果を持つこともあるし(tāble̸, pāste̸, bāthe̸)、間に子音字がない場合もある(tī͡e̸, tō͡e̸, dū͡e̸)。子音の二重音字の存在によって、⟨e⟩がサイレントではなく、先行する母音にも影響を与えないことを示すこともある(例：Jĕssē, pŏssē)。
| 短い母音 サイレント⟨e⟩なし | 長い母音 サイレント⟨e⟩あり | 国際音声記号(IPA)標記 |
| -------------------------- | -------------------------- | --------------------- |
| slăt                       | slātɇ                      | /slæt/ → /sleɪt/      |
| mĕt                        | mētɇ                       | /mɛt/ → /miːt/        |
| grĭp                       | grīpɇ                      | /ɡrɪp/ → /ɡraɪp/      |
| cŏd                        | cōdɇ                       | /kɒd/ → /koʊd/        |
| cŭt                        | cūtɇ                       | /kʌt/ → /kjuːt/       |

英語では、母音字の文字の名前が長い母音である。(ただし、⟨y⟩の場合、⟨i⟩の文字と同じ発音をする – byte"と"biteを比較のこと。)
この用語法は、それらの母音の歴史的な発音と発展を反映しているのだが、現代での音価として考えれば、もはや正確ではないかもしれない。⟨a, e, i, o, u⟩の英語の文字の音価は、かつては、 スペイン語、フランス語、イタリア語と同様であって、すなわち [a], [e], [i], [o], [u]であった。初期近代英語(Early Modern English)へとつながる大母音推移(Great Vowel Shift)が、 文字の上では関連性を持つ「短い母音」と著しく異なる「長い母音」の音価を現代英語に与えたのである。英語は、中英語の時代にまでさかのぼる文学的伝統を持っているので、書かれた英語は、長い母音の連鎖推移によって上書きされた区別を示すための中英語の書き言葉の因習を使い続けることになる。しかしながら、サイレント⟨e⟩の前の⟨u⟩の発音は、主としてフランス語やラテン語からの借用語に見い出されるが、大母音推移の結果ではなく、違った一連の変化によるものである。
語末の⟨e⟩がサイレント"ではない"とき、さまざまな方法で英語の綴り字に示される。[iː]の音を示すときは通常、文字の二重化を通じてなされる(employee, with employe as an obsolete spelling, refugee).  サイレントでない⟨e⟩は、また、グレイヴ・アクセント (learnèd) や トレマ (learnëd, Brontë)などのダイアクリティカルマーク(発音区別符号)(diacritical mark)によって示される。 ほかのダイアクリティカルマークは、借用語で保存されたり(résumé, café, blasé)、あるいはこのパターンに基づいて異国風味のために使われたりすることもあるが(en:hyperforeignism)(maté)、これらの綴り字記号は頻繁に省略される。ほかの単語は、⟨e⟩ がサイレントではないことを示すしるしを持たない (pace, Latin loan meaning "with due respect to")。

### ⟨a⟩グループ
⟨a⟩グループの音は、現代英語の弁証法的に複雑な特徴の一部をなす。つまり、現代の「短い」⟨a⟩で示される音素は、[æ], [ɑː], [ɔː]などを含める。  サイレント⟨e⟩は、概して⟨a⟩を[eɪ]に動かす。

### ⟨e⟩グループ
サイレント⟨e⟩は、概して⟨e⟩を[iː]に動かす。この変化は今日のほぼすべての英語方言に一貫してみられる。以前は、多くの方言で/iː/に移る前に、代わりに/eː/が使われていた。今でもen:Mid-Ulster Englishの一部地域では/eː/が使われている。

### ⟨i⟩グループ
⟨i⟩によって書き言葉で示されるその「長い母音」のために、サイレント⟨e⟩の効果が、それを二重母音 [aɪ]に変化させる。

### ⟨o⟩グループ
短い⟨o⟩は、しばしば短い⟨a⟩と同調し、そのグループの複雑さのいくらかを共有する。さまざま多様に、書かれた短い⟨o⟩は、[ɒ]、[ʌ]、そして[ɔː]をあらわしうる。書かれた⟨o⟩に及ぼすサイレント⟨e⟩の通常の効果は、それを長い[oʊ]の音に直すことである。

### ⟨u⟩グループ
短い⟨u⟩は、foot–strut splitの結果として、[ʌ]か[ʊ]かを可変的にあらわしうる。サイレント⟨e⟩は、ひろく一般に⟨u⟩を対応する長いバージョンである[juː]に変えるが、それは中英語の/ɪu/から発展したものである。方言によって、そして単語によってさえ、可変的に、この[juː]における[j]は、落ちる ことがあり(rune [ˈruːn], lute [ˈluːt])、[uː]との合流(merger)を引き起こす。別の場合では、/j/が先行する子音と 合体する(issue [ˈɪs.juː] → [ˈɪʃuː])。つまり、サイレント⟨e⟩は、単語(educate ([ˈɛdʒukeɪt], nature [ˈneɪtʃər])における子音の質に影響を及ぼしうる。

## 子音への効果
先行する母音が長いことを示すことに加えて、サイレント⟨e⟩は、(c)や(g)のすぐあとにつくときは、その(c)がsoft ⟨c⟩であり、その(g)がsoft ⟨g⟩であることをも示す。たとえば:
- Măc > mācɇ ([ˈmæk] → [ˈmeɪs])
- stăg > stāgɇ ([ˈstæɡ] → [ˈsteɪdʒ])

そこでは、[s]が二重音字⟨ce⟩の予期された結果であり、そして、"huge"における⟨g⟩は[dʒ]で発音される。
(c)と(g)への同じ効果は、"chance"や"forge"などのような単語にも生じるが、先行する母音には影響はない。この(cやgの読み方を)軟音にする効果を止めるために、サイレント(u) が (e)の前に加えられ、“plague”, “fugue”, “catalogue”のようになる。
サイレント⟨e⟩は、あるいくつかの単語で、母音を長くしない⟨dg⟩とともに使われる: rĭd̸gɇ, slĕd̸gɇ, hŏd̸gɇ-pŏd̸gɇ など。そのような単語に⟨j⟩の文字を使うことは、同じ音をあらわす別の文字ではあるが、本来の、あるいは本来語化された英単語には起きない。
同じ軟音化の効果(つまり、⟨c⟩ /k/ → /s/ と ⟨g⟩ /ɡ/ → /dʒ/)は、うしろに (i) や (y)が続くときにも生じる。
語末で、同様の軟音化の効果が、二重音字の⟨th⟩ /θ/ → /ð/とともに起こりうる。しばしば、⟨e⟩のついた形が、eがない名詞形に関係のある動詞である。つまり:
- bath, bathe (/bæθ/, /beɪð/)
- breath, breathe (/bɹɛθ/, /bɹið/)
- cloth, clothe (/klɔθ/, /kloʊð/)

## 本当に発音しない⟨e⟩
歴史的に長い母音を持っていたいくつかのよく使われる単語においては、サイレント⟨e⟩は、もはや通常の長音化の効果をもっていない。たとえば、comeにおける⟨o⟩(coneにおけるoと比較) や doneにおける⟨o⟩(domeにおけるoと比較)など。これは、たとえば give や love のように、歴史的に ⟨v⟩の代わりに⟨f⟩を持っていたいくつかの単語において特によくみられる。古英語では、/f/ が２つの母音のあいだに出現したときは/v/になったが(OE giefan, lufu)、その一方、長子音 の⟨ff⟩は二重性を失い、その位置で/f/をもたらした。このことは、たとえば、もともとフランス語で-ifを持っていた captive(ここでも、"hive"におけるのとはちがって、⟨i⟩は"長く"ならない) のような、形容詞の接尾辞-iveのあるたくさんの単語にもあてはまる。
フランス語からの借用語には、「無音のe」あるいは「脱落性のe」と呼ばれるフランス語のサイレントeを維持するものもあり、そのeは先行する母音に影響を及ぼさない。また、フランス語由来の単語の女性形は、たとえばfiancée, petite, née のように、サイレントeで終わるものもある。
英語の単語のなかには、名詞として使われるか形容詞として使われるかによって、アクセントのある音節が変化するものがある。たとえば、minuteのようないくつかの単語では、このことがサイレントeのはたらきに影響することがある。形容詞としては、minúte ([maɪˈnjuːt], "small")はサイレントeによって通常の音価を持つが、その一方で、名詞 mínute ([ˈmɪnɪt], the unit of time)の場合、サイレントeは機能しない。例外を引き起こしうる同様のパターンについては、en:initial-stress-derived nounを参照のこと。
歴史的に、フランス語の用法にしたがい、審美的な目的で語末にサイレントeをそえることがおこなわれていた。たとえば、-le で終わる単語(as in subtle and table) は、(s)に付けるのと同じように (such as house and tense, etc)、余分なサイレントeを持っている。過去においては、サイレントeは同様の様式的な理由のために多くの名詞にも、たとえばposteやtesteなどのように、そえられていた。

## サイレントeの脱落
サイレントeは、通例、母音で始まる接尾辞が単語にくっつくときに落とされる。たとえば、cope が copingに、tradeがtradableに、tenseがtensionに、captiveがcaptivateに、plagueがplaguingに、secureが securityに、createがcreatorに、など。しかしながら、liveableの場合におけるように、一貫性のないことがある。接尾辞"-ment" の場合にも相違がみられる。アメリカ英語では、通例、judge に"-ment" が付くとjudgmentになるが、イギリス英語では "e" は維持されて judgement になる。ほかの不確かな単語には、movement, incitement, involvementなどがある。
サイレントeは、通例、⟨c⟩ あるいは ⟨g⟩ が直前にあって接尾辞が⟨e⟩、⟨i⟩や⟨y⟩で始まらないときは、そのままになるが、それは c, g の読み方を「軟音」にする効果を守るためである。(例： change を changeable に、outrage を outrageous に、など。)
サイレントeは、たとえば comeback のように、複合語では落とさないのが通例である。